# Eupithecia fuscostigma
Eupithecia fuscostigma là một loài bướm đêm trong họ Geometridae.